# Église Saint-Yvi de Loguivy-lès-Lannion
L'église Saint-Yvi de Loguivy-lès-Lannion est un édifice religieux catholique situé à Lannion, en France.

## Localisation
L'église est située sur le territoire de la commune de Lannion, dans le département des Côtes-d'Armor, en région Bretagne.

## Description
Église de style gothique flamboyant, construite entre le XVe siècle et le XVIIe siècle en granite local du Le Yaudet, réputée pour son enclos paroissial et par la présence d'un reliquaire de saint Ivy, donné par les seigneurs de Kergomar, ce qui attira de nombreux pèlerins et explique les bancs de pierre le long du mur.

## Historique
L'église est classée partiellement (église) et (clôture du cimetière et les fontaines) au titre des monuments historiques par les arrêtés du 30 juillet 1909 et 2 mars 1912.

## Galerie

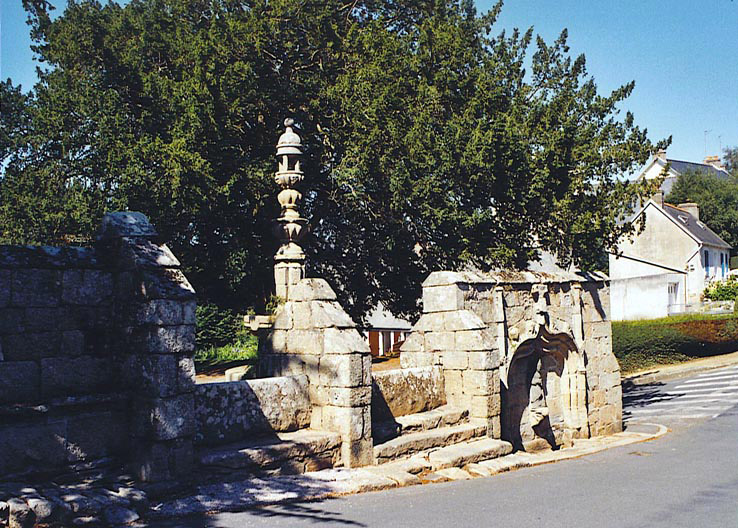
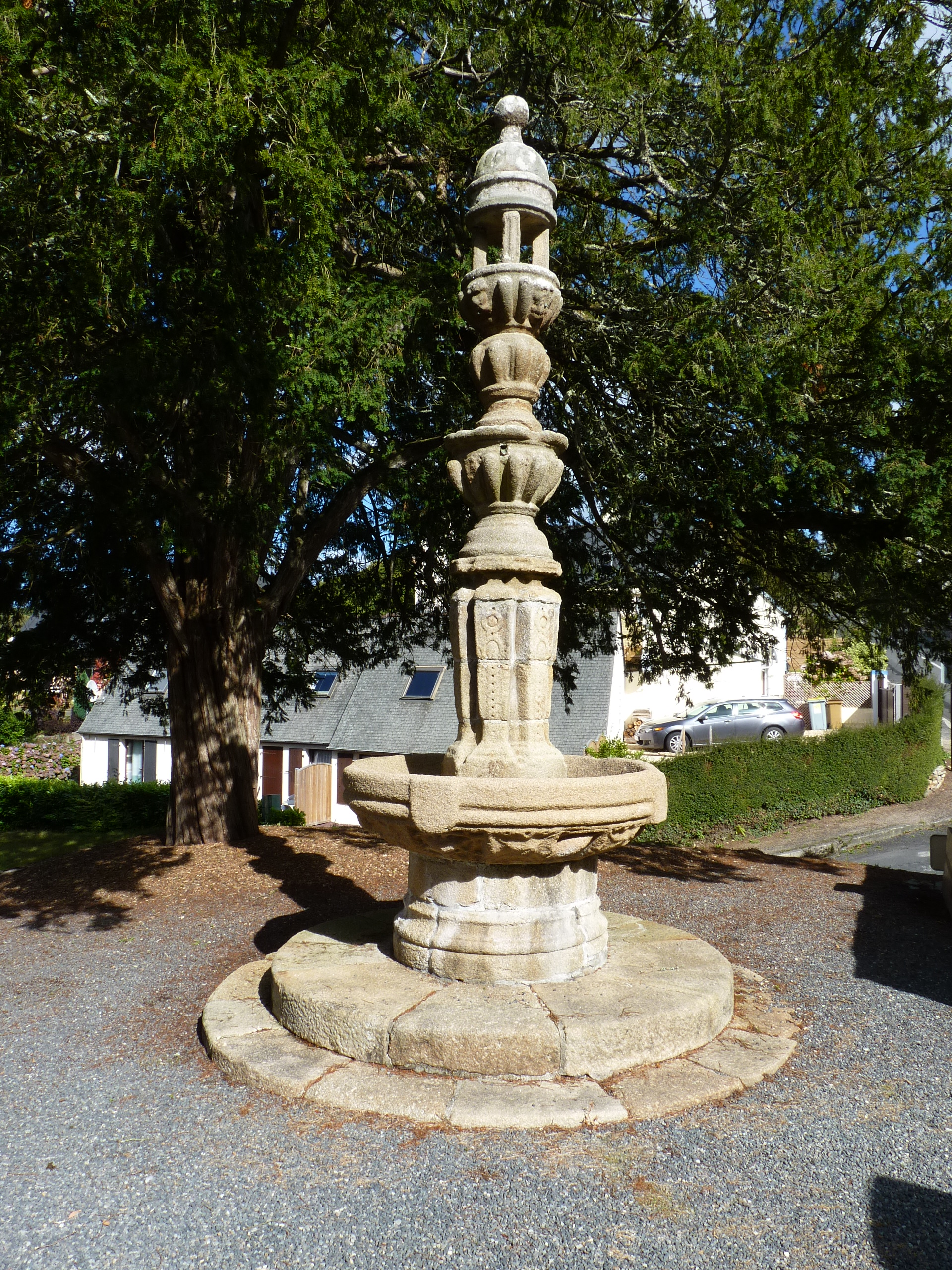
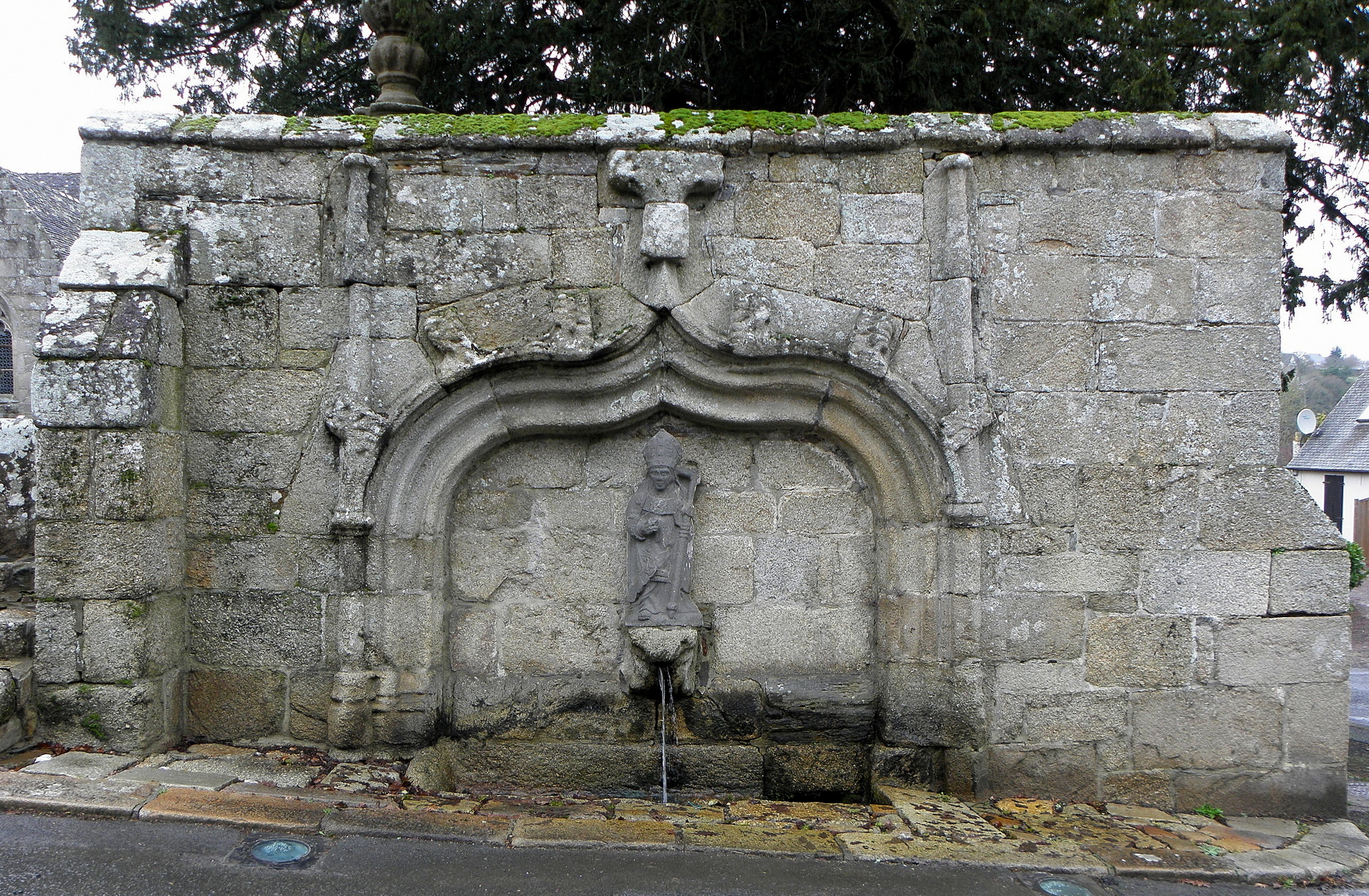